# NGC 4395
NGC 4395 is een balkspiraalstelsel in het sterrenbeeld Jachthonden. Het hemelobject ligt 15 miljoen lichtjaar van de Aarde verwijderd en werd op 2 januari 1786 ontdekt door de Duits-Britse astronoom William Herschel. Het is een sterrenstelsel met een zeer heldere en actieve kern. Bovendien bevinden er zich meerdere H-II-gebieden in het stelsel, waarvan er 3 als zelfstandig NGC-object worden aangeduid: NGC 4399, NGC 4400 en NGC 4401.

## Synoniemen
- UGC 7524
- MCG 6-27-53
- ZWG 187.42
- KUG 1223+338
- IRAS 12233+3348
- PGC 40596